# Oláhbaksa
Oláhbaksa (románul: Bocșa) falu Szilágy megyében, Romániában.

## Fekvése
18 km-re található a megye székhelyétől, Zilahtól. Községközpont: Szilágyballa, Ököritó és Somlyómező tartozik hozzá.

## Története
Nevét 1349-ben említik először az oklevelek Bakcha néven.
1454-ben a Losonczy Bánffy család birtoka volt.
1497-ben Losonczy Bánffy László birtoka volt, aki azt Losonczy Bánffy Jánossal elcserélte annak más megyebeli birtokáért.
1523-ban Somlyói Szaniszlófi Istvánt iktattákbe az itteni birtokba.
1537-ben a birtokba néhai Báthory István erdélyi vajda fiait Andrást, Kristófot és Istvánt.
1547-ben egyenlően osztották meg a birtokot Sarmasági András felperes és Báthory Szaniszlófi István, András és Kristóf alperesek között.
1550-ben Báthory Szaniszlófi István kapta meg egyezség alapján.
1648-ban I. Rákóczi György birtoka volt, majd fiára, Rákóczi Zsigmondra szállt.
1708-ban a falu a közelben folyó harcok miatt lakatlanná vált, lakói elmenekültek.
1759-ben Bánffy birtok volt, melyet Bánffy Dénes és Boldizsár osztott egymás közt két egyenlő részre.
1808-ban a gróf Bánffy és a báró Bánffy, valamint a Fodor családok birtoka volt.
1854-ben Oláh-Baksa vagy románul Bocșa Română néven írták nevét.

## Népessége
2002-ben 3463 lakosábol 51,54% román, 39,79% magyar, 8,63% roma és 0,04% más nemzetiségű.

## Gazdaság
A község lakosai legnagyobb részt mezőgazdassággal foglalkoznak, ezen belül is a szőlészet a legelterjedtebb. A szőlőskertek összterülete 167 ha.

## Látnivalók, Érdekességek
- Görögkatolikus fatemploma - 1880-ban épült. Anyakönyvet 1824-től vezetnek.
- A falu hires szülötte Simion Bărnuțiu (1808-1864) történelmi személyiség, akinek az emlékháza itt található. Sőt, a falu templomában találjuk a sírboltját.
- Simion Bărnuțiu kulturális központ
- Egyéb látnivalók:
- egy Sólyommezői 18. században épült ház
- a korábbi községháza Oláhbaksán (épült 1937-1938 között).

A község nevét a régión kívül is híressé teszi a szilágyballai bor.

## Galéria

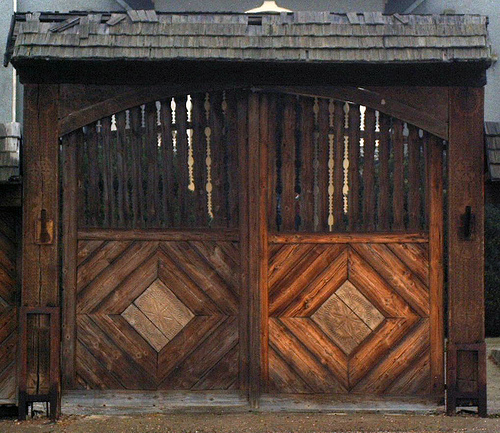
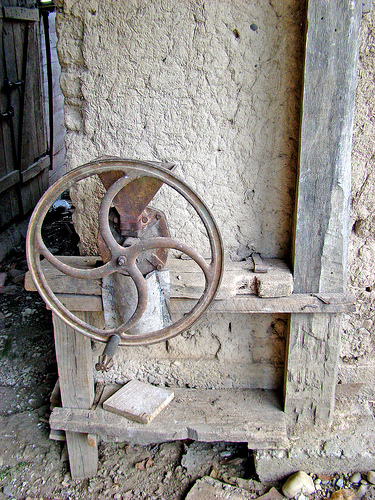
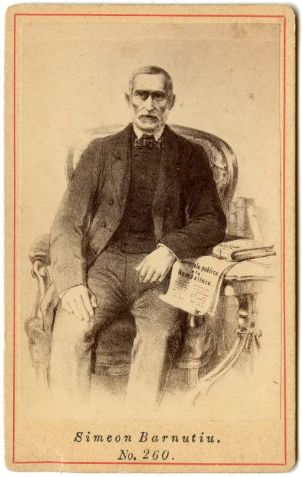
Simion Bărnuțiu (1808-1864)
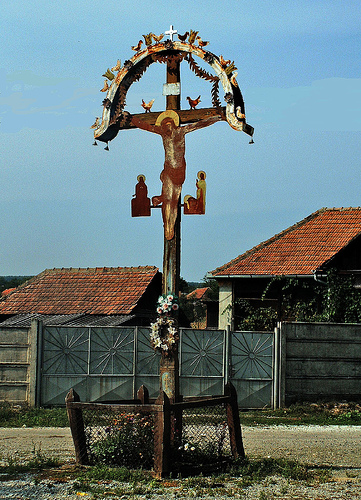
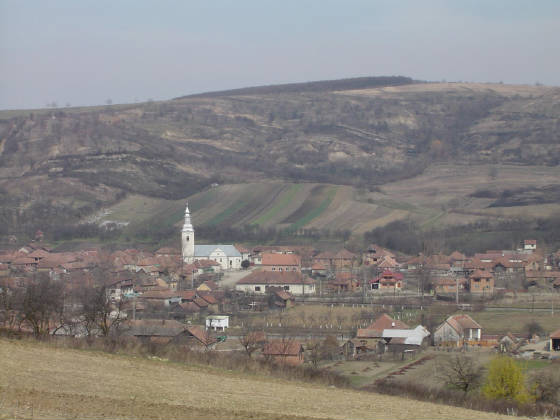
Szilágyballa
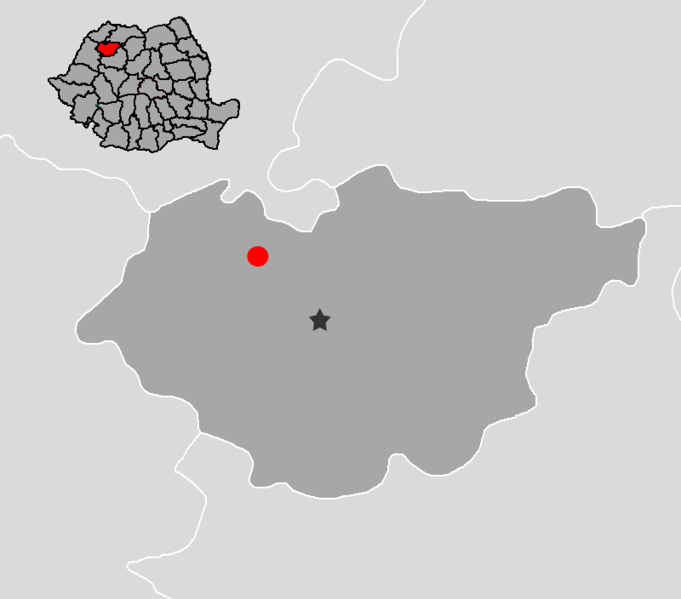
Oláhbaksa, Románia & Szilágy megye
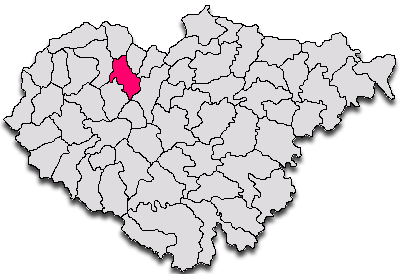
Oláhbaksa, Szilágy megye